# کوه‌های کنتبرین
کوه‌های کنتبرین (به اسپانیایی: Cordillera Cantábrica) یک کوهستان و رشته‌کوه در اسپانیا است که در استان کانتابریا واقع شده‌است. کوه‌های کنتبرین ۲٬۶۴۸ متر بالاتر از سطح دریا واقع شده‌است.